# Diplopterys schunkei
Diplopterys schunkei är en tvåhjärtbladig växtart som först beskrevs av B. Gates, och fick sitt nu gällande namn av W.R.Anderson och C.Davis. Diplopterys schunkei ingår i släktet Diplopterys och familjen Malpighiaceae. Inga underarter finns listade i Catalogue of Life.